# Dylatacja (budownictwo)

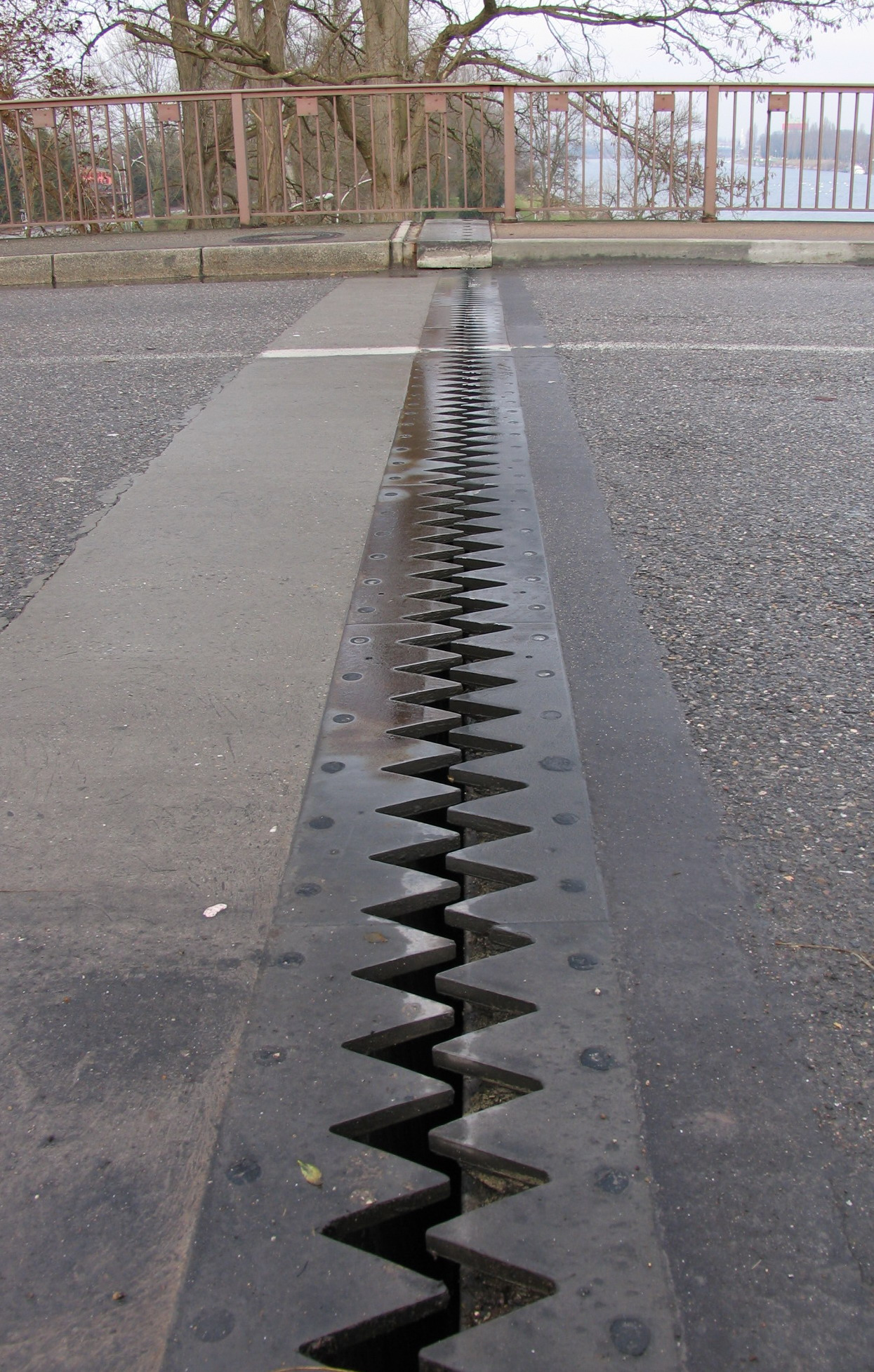
Dylatacja mostu

Dylatacja (przerwa dylatacyjna) – szczelina celowo utworzona między dwiema przylegającymi do siebie budowlami. Wydzielone elementy lub ich fragmenty samodzielnie przenoszą przewidywane obciążenia, odkształcenia i przesunięcia spowodowane różnymi czynnikami (zmiana temperatury, nierównomierne osiadanie budowli, kurczenia się lub pęcznienia jej materiału itp.). 
Dylatacje dzieli się na:
- konstrukcyjne – wydzielają fragmenty budynku, stanowiące jednolitą całość pod względem statyki. Stosowane są przy zmianie sposobu posadowienia, zmianie układu konstrukcyjnego budynku, dużych różnicach w obciążeniach, przy znacznych wymiarach budowli w rzucie poziomym itp.;
- termiczne – mają za zadanie wyeliminowanie wpływu dużych naprężeń, które mogłyby powodować odkształcenia termiczne (na skutek rozszerzalności cieplnej) poszczególnych fragmentów konstrukcji, np. w celu wyeliminowania odkształceń szyn kolejowych (tramwajowych) na skutek rozszerzalności cieplnej;
- technologiczne – eliminują wpływ skurczu lub pęcznienia materiałów, użytych do wykonania elementów budowli;
- przeciwdrganiowe – mają zadanie eliminacji lub zmniejszenia wpływu drgań, wstrząsów itp. jednego elementu na drugi. Stosowane np. pomiędzy maszyną a jej fundamentem, posadzką a fundamentem maszyny wytwarzającej drgania (np. młot), w rejonach trzęsień ziemi lub szkód górniczych.